# Райхман, Юрий Львович
Юрий Львович Райхман (род. 28 августа 1948 года) — советский и российский тренер по плаванию, Заслуженный тренер России. С 1988 года тренирует сборную России по плаванию. «Отличник физической культуры РФ».

## Биография и карьера
Юрий Львович Райхман родился в СССР, где начал свою тренерскую деятельность. Получил высшее образование и защитил кандидатскую диссертацию под научным руководством физиолога Давида Ефремовича Розенблюма.
В состав тренерского штаба сборной России по плаванию вошёл в 1988 году, по приглашению главного тренера Геннадия Вайцеховского, который ценил научный подход в подготовке спортсменов и стремился к комплексному научному сопровождению тренировочного процесса.
С 1988 года работает тренером в Центре спортивной подготовки (ЦСП) города Димитровград.

## Лучшие ученики
Данила Изотов - заслуженный мастер спорта России, двукратный призёр Олимпийских игр, многократный чемпион мира, Европы, России, двукратный экс-рекордсмен мира, многократный рекордсмен России.
Станислав Донец -  заслуженный мастер спорта России, многократный чемпион мира, Европы, России, Многократный экс-рекордсмен мира, рекордсмен России.
Владимир Брюхов - Мастер спорта России международного класса, призер чемпионата Европы, призер чемпионатов России.
Володина Кира - Мастер спорта России международного класса, многократный призер этапов Кубка мира, чемпионка России, многократный призёр чемпионатов России.

## Семья
Тренерской деятельностью Юрий Райхман занимается совместно с женой Ольгой (девичья фамилия - Донец), воспитывает дочь и сына. Сын - Станислав Донец.